# Sovraccumulazione
La sovraccumulazione o superaccumulazione è un concetto dell'economia marxista che definisce la situazione nella quale gli investitori, al non avere l'aspettativa di ottenere un saggio di profitto che considerano sufficiente, optano per lasciare di reinvestire il suo capitale e plusvalore, accumulandolo senza fini produttivi. Quando la sovraccumulazione si converte nella condizione generale del mercato, può produrre crisi o accentuare le già esistenti, costituendo una delle cause delle crisi cicliche del capitalismo.